# クピド・フェア
クピド・フェアとは北海道岩見沢市にある社会福祉法人および、同法人が運営する複合型福祉施設。

## 概要
1966年10月17日に社会福祉法人岩見沢緑成園として設立。1976年11月1日、現在地に身体障害者施設を移転。設立30周年にあたる1996年、名称を現在の「クピド・フェア」に改称。
施設に入所・通所する高齢者・障害者は約500人、従事する職員は約300人に及ぶ。

## 施設

### 複合福祉施設「クピド・フェア」
障害者支援施設「くぴどハイム」
1970年7月1日開設。開設時の名称は「緑成ハイム」
障害者支援施設「くぴどワークショップ」
1966年12月1日開設。開設時の名称は「緑成ワークショップ」。HP作成やCADなどのIT事業、ベアリング組み立てなどの製造業を通して障害者の就労支援を行う。
障害福祉サービス事業所「アゴラ」
1997年5月1日開設。
特別養護老人ホーム「こぶし」
1976年4月1日開設。開設時の名称は「こぶし荘」。2005年10月に拡張・改修工事を完了。
デイサービスセンター・居宅介護支援事業所「ほほえみプラザ」
1995年3月1日開設。2000年4月1日より居宅介護支援を開始。
診療所「くぴどクリニック」
1987年6月25日開設。開設時の名称は「緑成ハイム診療所」。内科、消化器科、歯科（予約制）、ぜんそく・呼吸器の外来診療を行う。地域医療にも努めている。
くぴどユアーズ
施設内に設けられた売店。地域住民にも開放されている。
岩見沢くぴど簡易郵便局
地域住民にも利用されている。
珈琲工房
施設内に設けた喫茶店。

### その他の施設
障害福祉サービス事業所「K・P'96」
1991年4月1日に開設。開設時の名称は「K・Pグリーン」。南空知流通工業団地に置かれたコスモファーム岩見沢と、栗沢工業団地に置かれた栗沢工場の2か所からなる。農業と福祉の連携を求める前者ではリーフレタスの屋内水耕栽培による植物工場、後者では福祉機器の製造を軸に障害者の就労支援を行う。
障害者支援施設「パシオ」
2003年12月開設。美栗米（びっくりまい）のブランド名で米の精米・販売を行う。この施設のみ美唄市に所在。

## 所在地・アクセス
法人本部および複合福祉施設クピド・フェア
〒068-0833
北海道岩見沢市志文町301番地
最寄駅は志文駅だが、岩見沢駅から路線バス・タクシー等を利用した方が利便性が高い。北海道中央バス（岩見沢営業所、以下同）長岩線・三川線・岩夕線・志文団地線で「ふじ町2条2丁目」下車すぐ。
K・P'96コスモファーム岩見沢
〒068-0833
北海道岩見沢市志文町355-4
北海道中央バス長岩線・三川線・岩夕線・志文団地線で「流通団地入口」下車、徒歩数分。
K・P'96栗沢工場
〒068-0111
北海道岩見沢市栗沢町字由良213-4
北海道中央バス長岩線・三川線・岩夕線で「栗沢工業団地」下車、徒歩数分。
パシオ
〒072－0811
北海道美唄市東7条南4丁目1-1
最寄駅は美唄駅。美唄市民バス東線で「旭通り7条」下車、徒歩数分。

## 実績
1992年の法人設立25周年記念式典には寬仁親王・同妃寬仁親王妃信子が臨席した。
IT事業ではテレビアニメ「ビット・ザ・キューピッド」（1995年）や、「セイバーマリオネットJ to X」（1998年）のほか、テレビゲーム「風来のシレン2 鬼襲来!シレン城!」（2000年）や、劇場版アニメ「ポケットモンスター 結晶塔の帝王 ENTEI」（2000年）・「水の都の護神 ラティアスとラティオス」（2002年）、また北海道関連でも北海道電力泊発電所の紹介ソフトや、北海道放送マスコット「もんすけ」のCGアニメなどで、業務を請け負った実績を持つ。

### 公的資金・物品他の支援受け入れ
2016年度、高齢者・子ども・障害者共生空間整備事業交付金（岩見沢市）、障害福祉サービス事業所アシリ・和來。
2017年度、社会福祉施設等施設整備費国庫補助金（北海道、平成29年度補正予算）を充当してスプリンクラー設置（障害者支援施設パシオ）と、施設の新設（グループホーム）。

### 共同研究・協働の実績
企業・団体　2017年度、北洋銀行ドリーム基金より、障害者クロスカントリー競技用シットスキーの開発費として。
行政の受託事業など　実績なし。
他のNPO・市民活動団体ほかなど　実績なし。